# Красный Дунай
«Красный Дунай» (англ. The Red Danube — американский художественный фильм, снятый режиссёром Джорджем Сидни в 1949 году на студии Metro-Goldwyn-Mayer. Экранизация романа шотландского писателя Брюса Маршалла «Vespers in Vienna» (1947).

## Сюжет
Окончена Вторая Мировая война. Полковник Майкл «Хуки» Никобар направлен в британскую оккупационную зону Вены с заданием помочь перемещённым советским гражданам вернуться на родину, однако многие из них не хотят возвращаться в СССР, страшась преследований.
В Вене Никобар знакомится с русской балериной Ольгой, немкой из Поволжья, которая скрывается от агентов НКВД в женском монастыре под именем Марии Булен, и влюбляется в неё. Верный долгу, полковник собирается вернуть беглянку в советскую оккупационную зону…

## В ролях
- Уолтер Пиджон — полковник Майкл С. «Хуки» Никобар
- Джанет Ли — Ольга Александрова она же Мария Булен
- Этель Берримор — мать Ауксилия, настоятельница монастыря
- Питер Лоуфорд — майор Джон МакФимистер
- Анджела Лэнсбери — Одри Куэйл
- Луи Кэлхерн — полковник Пиниев
- Фрэнсис Сулливэн — полковник Хемфри «Блинкер» Омикрон
- Мелвилл Купер — Девид Мунлайт
- Роберт Кут — бригадир Си. М. В. Кэтлок
- Алан Напьер — генерал
- Жанин Перро — «Микки Маус»
- Роман Топоров —  лейтенант Максим Оманский
- Кася Оржажевски — сестра Касмира
- Тамара Шэйн — Елена Нейгард
- Константин Шэйн — Серж Брюлофф, профессор
- Виктор Вуд — лейтенант Гуэдалья-Вуд
- Джордж Букаста — эпизод (нет в титрах)

## Признание
- 1951 — номинация на премию «Оскар» за лучшую работу художника в чёрно-белом фильме — Седрик Гиббонс, Ганс Питерс (постановщики), Эдвин Б. Уиллис, Хью Хант (декораторы)[1].